# The Middle (bài hát của Zedd, Maren Morris và Grey)
"The Middle" là một bài hát của nhà sản xuất thu âm người Nga-Đức Zedd, ca sĩ người Mỹ Maren Morris và bộ đôi âm nhạc người Mỹ Grey. Bài hát được sáng tác bởi Jordan K. Johnson, Sarah Aarons, Zedd, Grey và The Monsters and the Strangerz, và được sản xuất bởi Zedd, Grey và The Monsters and the Strangerz. Bài hát được phát hành thương mại cho tải kỹ thuật số vào ngày 23 tháng 1 năm 2018 bởi Interscope Records. Bài hát đã đạt tới top 10 các bảng xếp hạng tại Hoa Kỳ, Anh Quốc và một vài quốc gia khác.

## Bối cảnh và phát hành
Bài hát được lần đầu hé lộ trong một buổi phỏng vấn khi Zedd tham gia buổi chụp hình cho bìa báo Billboard, xuất bản ngày 10 tháng 8 năm 2017. Zedd đã chơi cho người phỏng vấn Chris Martins một số bài hát chưa phát hành trong một phòng thu, một trong số đó là "The Middle", khi đó đồng tác giả Sarah Aarons là người hát trong bản demo. Vào ngày 11 tháng 1 năm 018, Zedd hé lộ về bài hát trên mạng xã hội, nói rằng: "Chào mọi người, lại đến lúc rồi. Tôi muốn cho các bạn nghe trước bài hát mới của mình," sau đó anh chơi một đoạn trích ngắn của bài hát. Bài hát chính thức được công bố qua mạng xã hội vào ngày 19 tháng 1 năm 2018,  cùng với ảnh bìa đĩa đơn, mà một ngày trước Zedd có hé lộ nhưng không cho biết tựa đề.
Zedd nói trong một thông cáo báo chí rằng họ "đã làm việc rất vất vả để hoàn thiện bài hát này". Anh cũng chia sẻ về cơ hội được hợp tác cùng hai nghệ sĩ khác, nói rằng làm việc với Morris "rất vui vì cô rõ ràng là một ca sĩ tuyệt vời và một nghệ sĩ tài năng", và rằng anh thích làm việc với Grey vì họ luôn cố gắng "tạo nên những tác phẩm hay nhất có thể". Morris nói thêm: "Được làm việc với Zedd rất tuyệt và thoải mái, cứ như là chúng tôi đã làm việc với nhau nhiều năm rồi vậy. Giai điệu bài hát có nhiều điều giống với những nguồn cảm hứng của tôi khi làm nghệ sĩ – một chút đồng quê, một chút pop, chút R&B, rất thân thuộc, cảm động và bắt tai. Không có giới hạn nào với bài hát này và tôi nóng lòng thấy được phản hồi của người hâm mộ." Cô cho biết rằng cô thu âm giọng hát cho bài hát với Zedd ở Nashville "vài tuần trước" trước khi bài hát phát hành. Grey thừa nhận họ gặp một số khó khăn trong quá trình sản xuất, nhưng "tiếp tục nỗ lực" vì đây là một bài hát đặc biệt.
Bài hát đã từng được thu âm bởi Demi Lovato, Camila Cabello, Anne-Marie, Carly Rae Jepsen, Tove Lo, Bishop Briggs, Bebe Rexha, Lauren Jauregui, Daya, Charli XCX và Elle King trước khi Maren Morris được chọn cho phiên bản cuối cùng. Stefan Johnson, thành viên nhóm sản xuất The Monsters and the Strangerz, cho biết "đó là một quá trình rất lâu dài". Jordan Johnson cùng thuộc nhóm này nói thêm: "Chúng tôi không bao giờ mất đi cảm xúc cho bài hát đó. Kể cả một năm sau, tôi, người tạo ra nó vẫn chưa cảm thấy mệt mỏi. Nó rất đặc biệt.."

## Video âm nhạc
Video âm nhạc cho bài hát, đạo diễn bởi Dave Meyers, được khởi chiếu qua quảng cáo của hãng Target trong Lễ trao giải Grammy lần thứ 60. Vào ngày 25 tháng 4, Zedd cho phát hành thêm phiên bản video dọc trên YouTube.

## Trình diễn trực tiếp
Vào ngày 28 tháng 4 năm 2018, Zedd và Maren Morris đã biểu diễn bài hát trực tiếp lần đầu tiên tại hộp đêm Omnia ở Las Vegas.

## Thành công thương mại
Bài hát đã bán được 190.000 bản tại Hoa Kỳ tính tới tháng 3 năm 2018.

## Ghi danh
Phần ghi danh lấy từ Tidal.
- Zedd – sáng tác, sản xuất, phối khí
- Grey – sáng tác, sản xuất, phối khí
- Jordan K. Johnson – sáng tác
- The Monsters and the Strangerz – sáng tác, sản xuất
- Sarah Aarons – sáng tác
- Tom Norris – phối khí

## Xếp hạng
| Bảng xếp hạng (2018)                            | Vị trí cao nhất |
| ----------------------------------------------- | --------------- |
| Úc (ARIA)                                       | 7               |
| Áo (Ö3 Austria Top 40)                          | 12              |
| Bỉ (Ultratop 50 Flanders)                       | 8               |
| Bỉ Dance (Ultratop Flanders)                    | 5               |
| Bỉ (Ultratop 50 Wallonia)                       | 20              |
| Bỉ Dance (Ultratop Wallonia)                    | 1               |
| Canada (Canadian Hot 100)                       | 6               |
| Canada AC (Billboard)                           | 26              |
| Canada CHR/Top 40 (Billboard)                   | 1               |
| Canada Hot AC (Billboard)                       | 5               |
| Cộng hòa Séc (Rádio Top 100)                    | 29              |
| Cộng hòa Séc (Singles Digitál Top 100)          | 9               |
| Đan Mạch (Tracklisten)                          | 20              |
| Pháp (SNEP)                                     | 97              |
| Trường songid là BẮT BUỘC CHO BẢNG XẾP HẠNG ĐỨC | 15              |
| Đức Dance (Official German Charts)              | 3               |
| Hungary (Single Top 40)                         | 8               |
| Ireland (IRMA)                                  | 7               |
| Ý (FIMI)                                        | 68              |
| Nhật Bản (Japan Hot 100)                        | 50              |
| Latvia (Latvijas Top 40)                        | 4               |
| Malaysia (RIM)                                  | 3               |
| Hà Lan (Dutch Top 40)                           | 2               |
| Hà Lan (Single Top 100)                         | 7               |
| New Zealand (Recorded Music NZ)                 | 8               |
| Na Uy (VG-lista)                                | 10              |
| Bồ Đào Nha (AFP)                                | 20              |
| Scotland (OCC)                                  | 8               |
| Singapore (RIAS)                                | 1               |
| Slovakia (Rádio Top 100)                        | 76              |
| Slovakia (Singles Digitál Top 100)              | 15              |
| Tây Ban Nha (PROMUSICAE)                        | 70              |
| Thụy Điển (Sverigetopplistan)                   | 19              |
| Thụy Sĩ (Schweizer Hitparade)                   | 27              |
| Anh Quốc (OCC)                                  | 7               |
| Hoa Kỳ Billboard Hot 100                        | 5               |
| Hoa Kỳ Adult Contemporary (Billboard)           | 16              |
| Hoa Kỳ Adult Pop Airplay (Billboard)            | 2               |
| Hoa Kỳ Dance Club Songs (Billboard)             | 17              |
| Hoa Kỳ Hot Dance/Electronic Songs (Billboard)   | 1               |
| Hoa Kỳ Pop Airplay (Billboard)                  | 1               |
| Hoa Kỳ Rhythmic (Billboard)                     | 18              |
| Venezuela English (Record Report)               | 2               |

## Chứng nhận
| Quốc gia | Chứng nhận | Số đơn vị/doanh số chứng nhận |
| --- | ---------- | ----------------------------- |
| Úc (ARIA) | Bạch kim   | 70.000‡                       |
| Bỉ (BEA) | Vàng       | 0‡                            |
| Canada (Music Canada) | Bạch kim   | 0‡                            |
| New Zealand (RMNZ) | Vàng       | 15.000‡                       |
| Thụy Điển (GLF) | Vàng       | 4.000.000                     |
| Anh Quốc (BPI) | Bạc        | 200.000‡                      |
| * Chứng nhận dựa theo doanh số tiêu thụ. ^ Chứng nhận dựa theo doanh số nhập hàng. ‡ Chứng nhận dựa theo doanh số tiêu thụ và phát trực tuyến. |            |                               |

## Lịch sử phát hành
| Vùng       | Ngày                | Định dạng              | Nhãn đĩa   | Tham khảo |
| ---------- | ------------------- | ---------------------- | ---------- | --------- |
| Nhiều vùng | 23 tháng 1 năm 2018 | Tải kỹ thuật số        | Interscope | [ 16 ]    |
| Hoa Kỳ     | 30 tháng 1 năm 2018 | Contemporary hit radio | Interscope | [ 65 ]    |